# Galindo
Galindo (baskiska: Galindo ibaia) är ett vattendrag i Spanien.   Det ligger i provinsen Bizkaia och regionen Baskien, i den norra delen av landet, 300 km norr om huvudstaden Madrid.